# Mary Dixon Kies
Mary Dixon Kies (21 de marzo de 1752 - 1837) fue una inventora estadounidense. El 5 de mayo de 1809, el presidente James Madison firmó su patente para una nueva técnica de tejido de paja con seda e hilo para hacer sombreros.
Algunas fuentes dicen que fue la primera mujer en recibir una Patente de EE. UU., aun así otras fuentes citan a Hannah Slater en 1793, o Hazel  Irwin, en 1808, como las primeras.

## Biografía
El padre de Mary, John Dixon, era un granjero nacido en 1679 en Ulster, Irlanda . Su madre, Janet Kennedy, fue la tercera esposa de John Dixon. Se habían casado en Voluntown, Connecticut el 7 de agosto de 1741.
Mary Dixon nació en Killingly, Connecticut, el 21 de marzo de 1752. Se casó con Isaac Pike I y en 1770 tuvieron un hijo, Isaac Pike II. Después de su muerte, se casó con John Kies (1750–1813), quien murió el 18 de agosto de 1813, a los 63 años. Luego vivió con su segundo hijo, Daniel Kies, en Brooklyn, Nueva York, hasta su muerte a los 85 años en 1837.

### Carrera
Debido a las Guerras Napoleónicas, Estados Unidos había prohibido todo comercio con Francia y Gran Bretaña, creando la necesidad de sombreros fabricados en Estados Unidos para reemplazar la sombrerería europea. La industria del tejido de paja llenó el vacío con más de $500 000 ($9 millones en la actualidad) en sombreros de paja producidos solo en Massachusetts en 1810.
Mary Kies no fue la primera mujer estadounidense en innovar en la fabricación de sombreros. En 1798, Betsy Metcalf, de Nueva Inglaterra, inventó un método para trenzar la paja. Su método se hizo muy popular y empleó a muchas mujeres y niñas para hacer sus sombreros. El método creó una nueva industria para las niñas y las mujeres porque los sombreros de paja se podían hacer en casa con recursos locales, de modo que las mujeres y las niñas pudieran trabajar por sí mismas. Por lo tanto, Betsy Metcalf inició la industria estadounidense de sombreros de paja. Según la Ley de Patentes de 1790, podría haber solicitado una patente, pero como la mayoría de las mujeres en ese momento no podían poseer legalmente una propiedad, decidió no hacerlo. Mary Kies, sin embargo, rompió ese patrón el 5 de mayo de 1809. Dolley Madison estaba tan complacida con la innovación de Kies que le envió una carta personal aplaudiéndola.
La técnica de Kies demostró ser valiosa para fabricar capotas de trabajo rentables. Al hacerlo, reforzó la economía de sombreros de Nueva Inglaterra, que se tambaleaba debido a la Ley de Embargo de 1807 . Sin embargo, un cambio en la moda de la época le impidió sacar provecho de su invento y murió sin dinero en 1837. Su archivo de patente original fue destruido en un incendio en 1836 en la Oficina de Patentes de los Estados Unidos .

### Legado
En 1965, se erigió un monumento en su honor en el cementerio Old South Killingly. En 2006, fue incluida en el Salón de la Fama de los Inventores Nacionales .